# جیمز سایتو
جیمز سایتو (انگلیسی: James Saito؛ زادهٔ ۶ مارس ۱۹۵۵) یک هنرپیشه اهل ایالات متحده آمریکا است.
از فیلم‌ها یا برنامه‌های تلویزیونی که وی در آن نقش داشته‌است می‌توان به زندگی پی، وکیل مدافع شیطان، تنها پسر زنده در نیویورک اشاره کرد.